# Hochschulbücher für Mathematik
Hochschulbücher für Mathematik ist eine Buchreihe, die von 1953 bis 1990 im Deutschen Verlag der Wissenschaften Berlin von Heinrich Grell, Karl Maruhn und Willi Rinow herausgegeben wurde (ISSN 0073-2842).
In der Reihe wurden sowohl Werke zu den Grundlagen der Mathematik als auch zu Spezialgebieten veröffentlicht. Zu den Autoren gehören namhafte Wissenschaftler. Neben Büchern deutschsprachiger Autoren wurden Übersetzungen aus Fremdsprachen wie dem Russischen, Polnischen, Ungarischen, Rumänischen und Französischen aufgenommen. Zielgruppe waren Studenten und Wissenschaftler der Mathematik und angrenzender Wissenschaften.
Ab 1954 wurde außerdem die Kleine Ergänzungsreihe herausgegeben (ISSN 0439-2973), deren Titel zum größten Teil in die Mathematische Schülerbücherei aufgenommen wurden.
Lizenzausgaben einiger Titel erschienen im Verlag Harri Deutsch, Frankfurt am Main, im R. Oldenbourg Verlag, München, und im Johann Ambrosius Barth Verlag, Leipzig.

## Titel der Hochschulbücher für Mathematik
| Nr. | Autor                                                                        | Titel | Jahr | Bemerkungen                                            |
| --- | ---------------------------------------------------------------------------- | --- | ---- | ------------------------------------------------------ |
| 1   | Wladimir I. Smirnow                                                          | Lehrgang der höheren Mathematik Teil 1 | 1953 | ISBN 3-326-00028-6 (16. Aufl., 1990)                   |
| 2   | Wladimir I. Smirnow                                                          | Lehrgang der höheren Mathematik Teil 2 | 1955 | ISBN 3-326-00029-4 (17. Aufl., 1990)                   |
| 3   | Wladimir I. Smirnow                                                          | Lehrgang der höheren Mathematik Teil 3/1 | 1955 | ISBN 3-326-00666-7 (12. Aufl., 1991)                   |
| 4   | Wladimir I. Smirnow                                                          | Lehrgang der höheren Mathematik Teil 3/2 | 1955 | ISBN 3-326-00047-2 (13. Aufl., 1987)                   |
| 5   | Wladimir I. Smirnow                                                          | Lehrgang der höheren Mathematik Teil 4 | 1958 | Später aufgeteilt in 4/1 und 4/2                       |
| 5a  | Wladimir I. Smirnow                                                          | Lehrgang der höheren Mathematik Teil 4/1 | 1988 | ISBN 3-326-00366-8                                     |
| 5b  | Wladimir I. Smirnow                                                          | Lehrgang der höheren Mathematik Teil 4/2 | 1989 | ISBN 3-326-00367-6                                     |
| 6   | Wladimir I. Smirnow                                                          | Lehrgang der höheren Mathematik Teil 5 | 1962 | ISBN 3-326-00667-5 (11. Aufl., 1991)                   |
| 7   | Pawel S. Alexandrow Alexei I. Markuschewitsch Alexander J. Chintschin (Red.) | Enzyklopädie der Elementarmathematik Band 1: Arithmetik                                                                                     | 1954 |                                                        |
| 8   | Pawel S. Alexandrow Alexei I. Markuschewitsch Alexander J. Chintschin (Red.) | Enzyklopädie der Elementarmathematik Band 2: Algebra                                                                                        | 1956 |                                                        |
| 9   | Pawel S. Alexandrow Alexei I. Markuschewitsch Alexander J. Chintschin (Red.) | Enzyklopädie der Elementarmathematik Band 3: Analysis                                                                                       | 1958 |                                                        |
| 10  | Pawel S. Alexandrow Alexei I. Markuschewitsch Alexander J. Chintschin (Red.) | Enzyklopädie der Elementarmathematik Band 4: Geometrie                                                                                      | 1969 |                                                        |
| 11  | Pawel S. Alexandrow Alexei I. Markuschewitsch Alexander J. Chintschin (Red.) | Enzyklopädie der Elementarmathematik Band 5: Geometrie                                                                                      | 1971 |                                                        |
| 14  | Georgij P. Tolstow                                                           | Fourierreihen | 1955 |                                                        |
| 15  | Modest M. Smirnow                                                            | Aufgaben zu den partiellen Differentialgleichungen der mathematischen Physik                                                                | 1955 |                                                        |
| 16  | Alexei I. Markuschewitsch                                                    | Skizzen zur Geschichte der analytischen Funktionen                                                                                          | 1955 |                                                        |
| 17  | Anatolij D. Myschkis                                                         | Lineare Differentialgleichungen mit nacheilendem Argument                                                                                   | 1955 |                                                        |
| 18  | Rudolf Kochendörffer                                                         | Einführung in die Algebra | 1955 |                                                        |
| 19  | Leonid W. Kantorowitsch Wladimir I. Krylow                                   | Näherungsmethoden der höheren Analysis | 1956 |                                                        |
| 20  | Wjatscheslaw W. Stepanow                                                     | Lehrbuch der Differentialgleichungen | 1956 |                                                        |
| 21  | Wiktor D. Kupradze                                                           | Randwertaufgaben der Schwingungstheorie und Integralgleichungen                                                                             | 1956 |                                                        |
| 22  | Iwan M. Winogradow                                                           | Elemente der Zahlentheorie | 1955 |                                                        |
| 23  | Pawel S. Alexandrow                                                          | Einführung in die Mengenlehre und die Theorie der reellen Funktionen                                                                        | 1956 |                                                        |
| 24  | Isaak M. Jaglom Wladimir G. Boltjanski                                       | Konvexe Figuren | 1956 |                                                        |
| 25  | Iwan I. Priwalow                                                             | Randeigenschaften analytischer Funktionen                                                                                                   | 1956 |                                                        |
| 26  | Ott-Heinrich Keller                                                          | Analytische Geometrie und lineare Algebra                                                                                                   | 1957 |                                                        |
| 27  | Frigyes Riesz Béla Szőkefalvi-Nagy                                           | Vorlesungen über Funktionalanalysis | 1956 |                                                        |
| 28  | André Lichnerowicz                                                           | Lineare Algebra und lineare Analysis | 1956 |                                                        |
| 29  | Lew S. Pontrjagin                                                            | Grundzüge der kombinatorischen Topologie | 1956 |                                                        |
| 30  | Wilhelm Specht                                                               | Elementare Beweise der Primzahlsätze | 1956 |                                                        |
| 31  | Gennadi M. Golusin                                                           | Geometrische Funktionentheorie | 1957 |                                                        |
| 32  | Nikolai M. Günter Rodion O. Kusmin                                           | Aufgabensammlung zur höheren Mathematik Band 1                                                                                              | 1957 |                                                        |
| 33  | Nikolai M. Günter Rodion O. Kusmin                                           | Aufgabensammlung zur höheren Mathematik Band 2                                                                                              | 1957 | ISBN 3-326-00027-8 (8. Aufl., 1986)                    |
| 34  | Hans Reichardt                                                               | Vorlesungen über Vektor- und Tensorrechnung                                                                                                 | 1957 |                                                        |
| 35  | Alexander P. Norden                                                          | Elementare Einführung in die Lobatschewskische Geometrie                                                                                    | 1958 |                                                        |
| 36  | Felix R. Gantmacher                                                          | Matrizenrechnung Teil 1: Allgemeine Theorie                                                                                                 | 1958 |                                                        |
| 37  | Felix R. Gantmacher                                                          | Matrizenrechnung Teil 2: Spezielle Fragen und Anwendungen                                                                                   | 1959 |                                                        |
| 38  | Werner Kramer                                                                | Darstellende Geometrie | 1959 |                                                        |
| 39  | Andrei N. Tichonow Alexander A. Samarski                                     | Differentialgleichungen der mathematischen Physik                                                                                           | 1959 |                                                        |
| 40  | Marek Fisz                                                                   | Wahrscheinlichkeitsrechnung und mathematische Statistik                                                                                     | 1958 | ISBN 3-326-00079-0 (11. Aufl., 1989)                   |
| 41  | Alexander O. Gelfond                                                         | Differenzenrechnung | 1958 |                                                        |
| 42  | Pjotr K. Raschewski                                                          | Riemannsche Geometrie und Tensoranalysis | 1959 |                                                        |
| 43  | Wladimir W. Golubew                                                          | Vorlesungen über Differentialgleichungen in Komplexen                                                                                       | 1958 |                                                        |
| 44  | Edmund Landau                                                                | Diophantische Gleichungen mit endlich vielen Lösungen                                                                                       | 1959 | neu hrsg. von Arnold Walfisz                           |
| 45  | Mark A. Neumark                                                              | Normierte Algebren | 1959 | Zur Neuauflage siehe Band 92                           |
| 46  | Otakar Borůvka                                                               | Grundlagen der Gruppoid- und Gruppentheorie                                                                                                 | 1960 |                                                        |
| 47  | Israel M. Gelfand Georgi J. Schilow                                          | Verallgemeinerte Funktionen (Distributionen) Teil 1: Verallgemeinerte Funktionen und das Rechnen mit ihnen                                  | 1960 |                                                        |
| 48  | Israel M. Gelfand Georgi J. Schilow                                          | Verallgemeinerte Funktionen (Distributionen) Teil 2: Lineare topologische Räume. Räume von Grundfunktionen und verallgemeinerten Funktionen | 1962 |                                                        |
| 49  | Israel M. Gelfand Georgi J. Schilow                                          | Verallgemeinerte Funktionen (Distributionen) Teil 3: Einige Fragen zur Theorie der Differentialgleichungen                                  | 1964 |                                                        |
| 50  | Israel M. Gelfand Naum J. Wilenkin                                           | Verallgemeinerte Funktionen (Distributionen) Teil 4: Einige Anwendungen der harmonischen Analyse. Gelfandsche Raumtripel                    | 1964 |                                                        |
| 51  | Nikolai W. Jefimow                                                           | Höhere Geometrie | 1960 |                                                        |
| 52  | Hanfried Lenz                                                                | Grundlagen der Elementarmathematik | 1962 |                                                        |
| 53  | Grigorij J. Ljubarski                                                        | Anwendungen der Gruppentheorie in der Physik                                                                                                | 1962 |                                                        |
| 54  | Alfréd Rényi                                                                 | Wahrscheinlichkeitsrechnung. Mit einem Anhang über Informationstheorie                                                                      | 1962 |                                                        |
| 55  | Nikola Obreschkoff                                                           | Verteilung und Berechnung der Nullstellen reeller Polynome                                                                                  | 1963 |                                                        |
| 56  | Fritz Rühs                                                                   | Funktionentheorie | 1962 |                                                        |
| 57  | Mark A. Neumark                                                              | Lineare Darstellungen der Lorentzgruppe | 1963 |                                                        |
| 58  | Solomon G. Michlin                                                           | Vorlesungen über lineare Integralgleichungen                                                                                                | 1962 |                                                        |
| 59  | Gheorghe Marinescu                                                           | Espaces vectoriels pseudotopologiques et théorie des distributions                                                                          | 1963 |                                                        |
| 60  | Helmut Boseck                                                                | Einführung in die Theorie der linearen Vektorräume                                                                                          | 1965 |                                                        |
| 61  | Gregor M. Fichtenholz                                                        | Differential- und Integralrechnung Band 1                                                                                                   | 1964 | ISBN 3-326-00398-6 (13. Aufl., 1989)                   |
| 62  | Gregor M. Fichtenholz                                                        | Differential- und Integralrechnung Band 2                                                                                                   | 1964 | ISBN 3-326-00399-4 (10. Aufl., 1990)                   |
| 63  | Gregor M. Fichtenholz                                                        | Differential- und Integralrechnung Band 3                                                                                                   | 1964 | ISBN 3-335-00324-1 (12. Aufl., 1992)                   |
| 64  | Nicolae Dinculeanu                                                           | Vector Measures | 1966 |                                                        |
| 65  | Wolfgang Tutschke                                                            | Grundlagen der Funktionentheorie | 1967 |                                                        |
| 66  | Lothar Berg                                                                  | Asymptotische Darstellungen und Entwicklungen                                                                                               | 1968 |                                                        |
| 67  | Otakar Borůvka                                                               | Lineare Differentialtransformationen 2. Ordnung                                                                                             | 1967 |                                                        |
| 68  | Rolf Klötzler                                                                | Mehrdimensionale Variationsrechnung | 1969 |                                                        |
| 69  | Sergei N. Tschernikow                                                        | Lineare Ungleichungen | 1971 |                                                        |
| 70  | Iwan S. Beresin                                                              | Numerische Methoden Teil 1 | 1970 |                                                        |
| 71  | Iwan S. Beresin                                                              | Numerische Methoden Teil 2 | 1970 |                                                        |
| 72  | Sergej M. Ermakow                                                            | Die Monte-Carlo-Methode und verwandte Fragen                                                                                                | 1975 |                                                        |
| 73  | Manfred Herrmann Ludwig Stammler Ulrich Sterz                                | Geometrie auf Varietäten | 1975 |                                                        |
| 74  | Wassili S. Wladimirow                                                        | Gleichungen der mathematischen Physik | 1972 |                                                        |
| 75  | Rolf Sulanke Peter Wintgen                                                   | Differentialgeometrie und Faserbündel | 1972 |                                                        |
| 76  | Hans Triebel                                                                 | Höhere Analysis | 1972 |                                                        |
| 77  | Cabiria Andreian Cazacu                                                      | Theorie der Funktionen mehrerer komplexer Veränderlicher                                                                                    | 1975 |                                                        |
| 78  | Andrei N. Kolmogorow Sergei W. Fomin                                         | Reelle Funktionen und Funktionalanalysis | 1975 |                                                        |
| 79  | Willi Rinow                                                                  | Lehrbuch der Topologie | 1975 |                                                        |
| 80  | Arno Langenbach                                                              | Monotone Potentialoperatoren in Theorie und Anwendung                                                                                       | 1976 |                                                        |
| 81  | Kurt Leichtweiß                                                              | Konvexe Mengen | 1980 |                                                        |
| 82  | Wolfgang Tutschke                                                            | Partielle komplexe Differentialgleichungen in einer und in mehreren komplexen Variablen                                                     | 1977 |                                                        |
| 83  | Wladimir I. Arnold                                                           | Gewöhnliche Differentialgleichungen | 1979 | ISBN 3-326-00637-3 (2. Aufl., 1991) Inhaltsverzeichnis |
| 84  | Arno Langenbach                                                              | Vorlesungen zur höheren Analysis | 1984 |                                                        |
| 85  | Pawel S. Alexandrow                                                          | Einführung in die Mengenlehre und in die allgemeine Topologie                                                                               | 1984 |                                                        |
| 86  | Felix R. Gantmacher                                                          | Matrizentheorie | 1986 | Inhaltsverzeichnis                                     |
| 87  | Arkadi L. Onischtschik Rolf Sulanke                                          | Algebra und Geometrie Teil 1: Eine Einführung                                                                                               | 1986 | ISBN 3-326-00020-0                                     |
| 88  | Arkadi L. Onischtschik Rolf Sulanke                                          | Algebra und Geometrie Teil 2: Moduln und Algebren                                                                                           | 1988 | ISBN 3-326-00193-2 Inhaltsverzeichnis                  |
| 90  | Wladimir I. Arnold                                                           | Geometrische Methoden in der Theorie der gewöhnlichen Differentialgleichungen                                                               | 1987 | ISBN 3-326-00011-1 Inhaltsverzeichnis                  |
| 91  | Albert N. Schirjajew                                                         | Wahrscheinlichkeit | 1988 | ISBN 3-326-00195-9                                     |
| 92  | Mark A. Neumark                                                              | Normierte Algebren | 1990 | ISBN 3-326-00191-6 Inhaltsverzeichnis                  |

### Kleine Ergänzungsreihe
Erklärungen:
Jahr: Angabe des Jahres der Aufnahme in die Kleine Ergänzungsreihe. Wenn der Titel bereits früher erschienen ist, wird die Auflage angegeben, ab der der Titel aufgenommen wurde sowie das Jahr der 1. Auflage.
Bemerkungen: Angabe der Nummer des Titels in der Mathematischen Schülerbücherei (MSB).
| Nr. | Autor                                     | Titel | Jahr                           | Bemerkungen                                |
| --- | ----------------------------------------- | --- | ------------------------------ | ------------------------------------------ |
| 1   | Nikolai N. Worobjow                       | Die Fibonaccischen Zahlen                                                                                          | 1971 (2. Aufl., 1. Aufl. 1954) | MSB 19                                     |
| 2   | Pawel S. Alexandrow                       | Einführung in die Gruppentheorie                                                                                   | 1965 (5. Aufl., 1. Aufl. 1954) | MSB 1                                      |
| 3   | Ilja S. Sominski                          | Die Methode der vollständigen Induktion                                                                            | 1965 (6. Aufl., 1. Aufl. 1954) | MSB 8                                      |
| 4   | Pawel P. Korowkin                         | Ungleichungen | 1965 (4. Aufl., 1. Aufl. 1954) | MSB 9                                      |
| 5   | Alexander O. Gelfond                      | Die Auflösung von Gleichungen in ganzen Zahlen (Diophantische Gleichungen)                                         | 1968 (4. Aufl., 1. Aufl. 1954) | MSB 22                                     |
| 6   | Alexander G. Kurosch                      | Algebraische Gleichungen beliebigen Grades                                                                         | 1965 (3. Aufl., 1. Aufl. 1954) | MSB 21                                     |
| 8   | Boris W. Gnedenko Alexander J. Chintschin | Elementare Einführung in die Wahrscheinlichkeitsrechnung                                                           | 1965 (5. Aufl., 1. Aufl. 1955) | MSB 10                                     |
| 9   | Isidor P. Natanson                        | Einfachste Maxima- und Minima-Aufgaben                                                                             | 1965 (3. Aufl., 1. Aufl. 1955) | MSB 15                                     |
| 10  | Alexei I. Markuschewitsch                 | Flächeninhalte und Logarithmen                                                                                     | 1965 (2. Aufl., 1. Aufl. 1955) | MSB 43                                     |
| 11  | Alexei I. Markuschewitsch                 | Rekursive Folgen                                                                                                   | 1968 (2. Aufl., 1. Aufl. 1955) | MSB 25                                     |
| 12  | Isidor P. Natanson                        | Summierung unendlich kleiner Größen. Einführung in die Integralrechnung                                            | 1969 (3. Aufl., 1. Aufl. 1955) | MSB 16                                     |
| 13  | Jewgeni B. Dynkin                         | Mathematische Unterhaltungen Teil 1: Mehrfarbenprobleme                                                            | 1955                           | MSB 18                                     |
| 14  | Jewgeni B. Dynkin                         | Mathematische Unterhaltungen Teil 2: Aufgaben aus der Zahlentheorie                                                | 1965 (2. Aufl., 1. Aufl. 1956) | MSB 20                                     |
| 15  | Jewgeni B. Dynkin Wladimir A. Uspenski    | Mathematische Unterhaltungen Teil 3: Aufgaben aus der Wahrscheinlichkeitsrechnung: Irrfahrten (Markoffsche Ketten) | 1956                           | MSB 26                                     |
| 16  | Alexei I. Markuschewitsch                 | Komplexe Zahlen und konforme Abbildungen                                                                           | 1965 (2. Aufl., 1. Aufl. 1956) | MSB 42                                     |
| 17  | Igor R. Schafarewitsch                    | Über die Auflösung von Gleichungen höheren Grades (Sturmsche Methode)                                              | 1965 (2. Aufl., 1. Aufl. 1956) | MSB 23                                     |
| 18  | Wladimir G. Scherwatow                    | Hyperbelfunktionen                                                                                                 | 1969 (2. Aufl.)                |                                            |
| 19  | Jakov S. Dobnow                           | Fehler in geometrischen Beweisen                                                                                   | 1965 (2. Aufl., 1. Aufl. 1958) | MSB 17                                     |
| 20  | Emil Donath                               | Die merkwürdigen Punkte und Linien des ebenen Dreiecks                                                             | 1968                           | MSB 44                                     |
| 21  | Tiberiu Roman                             | Reguläre und halbreguläre Polyeder                                                                                 | 1968                           | MSB 45 ISBN 3-326-00192-4 (2. Aufl., 1986) |
| 22  | Ilja M. Sobol                             | Die Monte-Carlo-Methode                                                                                            | 1971                           | MSB 50                                     |
| 23  | Lev A. Kaloujnine                         | Primzahlzerlegung                                                                                                  | 1971                           | MSB 59                                     |
| 24  | Nikolai N. Worobjow                       | Teilbarkeitskriterien                                                                                              | 1972                           | MSB 52                                     |
| 25  | Wladimir G. Boltjanski Israel Z. Gochberg | Sätze und Probleme der kombinatorischen Geometrie                                                                  | 1972                           | MSB 51                                     |
| 26  | Lidia I. Golowina Isaak M. Jaglom         | Vollständige Induktion in der Geometrie                                                                            | 1973                           | MSB 75                                     |
| 27  | Aleksandr S. Solodownikow                 | Lineare Ungleichungssysteme                                                                                        | 1973                           | MSB 74                                     |
| 28  | Isabella G. Baschmakowa                   | Diophant und Diophantische Gleichungen                                                                             | 1974                           | MSB 80                                     |
| 29  | Herbert Pieper                            | Zahlen aus Primzahlen. Eine Einführung in die Zahlentheorie                                                        | 1974                           | MSB 81                                     |
| 30  | Klaus-Dieter Drews                        | Lineare Gleichungssysteme und lineare Optimierungsaufgaben                                                         | 1975                           | MSB 89                                     |
| 31  | Lothar Berg                               | Differenzengleichungen zweiter Ordnung mit Anwendungen                                                             | 1979                           | MSB 97                                     |
| 32  | Gerschon I. Drinfeld                      | Quadratur des Kreises und Transzendenz von π                                                                       | 1980                           | MSB 101                                    |